# ستيوارت إل. غوردون
ستيوارت إل. غوردون (بالإنجليزية: Stewart L. Gordon)‏ هو عازف بيانو أمريكي، ولد في 28 أغسطس 1930.

## وصلات خارجية
- الموقع الرسمي